# أفيدنيس
أفيدني (Αφίδναι) هي مدينة في إقليم أتيكا في اليونان.
يبلغ عدد سكانها حوالي 2489 نسمة.